# Ali Naki

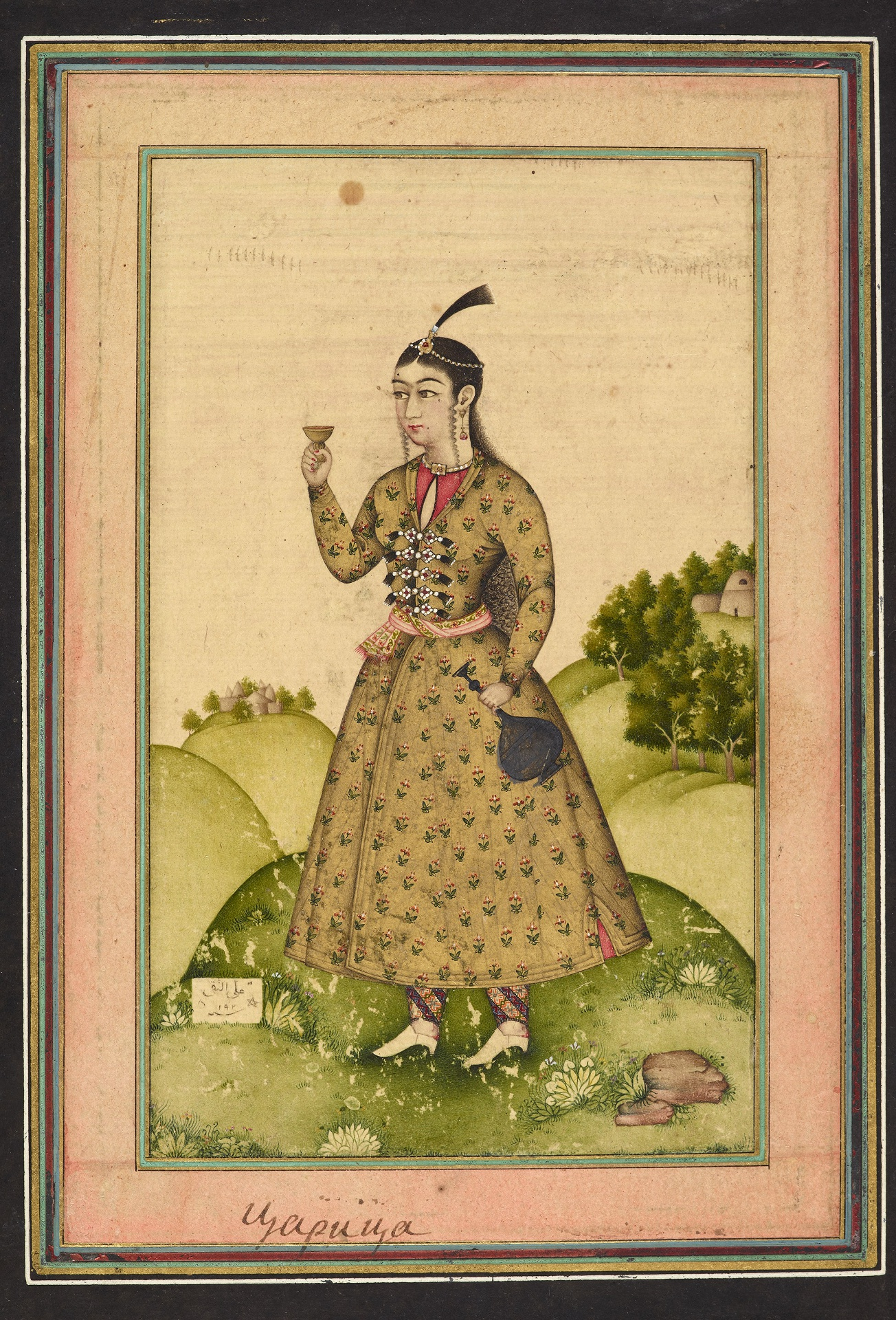
Ali Naki: Femme à la tasse et à l'aiguière, 1681, musée de l'Ermitage de Saint-Pétersbourg

Ali Naki (également Ali Naqi) est un peintre persan qui fut actif dans le dernier quart du XVIIe siècle.
Ali Naki est le fils du peintre Sheik Abbasi. Son frère Mohammad Taki est également peintre. Les noms des représentants de cette famille sont liés à un style particulier de la peinture persane du XVIIe siècle qui mélange les traits traditionnels avec des éléments européens ou encore indiens. Ali Naki a vécu à l'époque des souverains séfévides, mais presque rien n'est connu de sa vie. Sa signature est visible sur sept de ses miniatures, réalisées entre 1681 et 1700. Elle indique «Ali Naki, fils de Sheik Abbasi» sur trois miniatures d'un exemplaire manuscrit du Livre des rois illustré à la fin du XVIIe siècleL'expert d'art persan, B. Robinson, y voit l'influence de la peinture européenne et de la peinture moghole. Ainsi la miniature Femme devant un miroir (1695) en est un exemple, comme la miniature représentant un oiseau (1700) peint sur un étui à calames que l'on peut voir au musée archéologique de Téhéran. Il en est de même pour la miniature Femme à la tasse et à l'aiguière (1681) qui se trouve à l'Ermitage de Saint-Pétersbourg. 
les experts observent qu'Ali Naki a suivi les traces de son père dans sa manière créatrice. Cela est visible dans la miniature de la Femme à la tasse et à l'aiguière qui est vêtue à la mode persane d'Ispahan des années 1680. Le fond qui représente un paysage de collines est traité de la même manière et selon la technique qui étaient caractéristiques de son père.

## Source
- (ru) Cet article est partiellement ou en totalité issu de l’article de Wikipédia en russe intitulé « Али-Наки » (voir la liste des auteurs).